# Дерзум
Дерзум (њем. Dersum) општина је у њемачкој савезној држави Доња Саксонија. Једно је од 60 општинских средишта округа Емсланд. Према процјени из 2010. у општини је живјело 1.464 становника. Посједује регионалну шифру (AGS) 3454007.

## Географски и демографски подаци
Дерзум се налази у савезној држави Доња Саксонија у округу Емсланд. Општина се налази на надморској висини од 7 метара. Површина општине износи 28,6 km². У самом мјесту је, према процјени из 2010. године, живјело 1.464 становника. Просјечна густина становништва износи 51 становника/km².